# قائمة السفراء الممثلين الدائمين لتونس لدى منظمة الأمم المتحدة
تحتوي هذه المقالة على قائمة السفراء الممثلين الدائمين لتونس لدى منظمة الأمم المتحدة في نيويورك.

## القائمة
ملاحظة: التواريخ أسفله هي تواريخ صدور قرارات التعيين في الرائد الرسمي للجمهورية التونسية، ولكن يمكن تسلم مناصبهم قبل هذه التواريخ.
| الممثل الدائم | الممثل الدائم     | تاريخ التسمية               |       |
| ------------- | ----------------- | --------------------------- | ----- |
|               | الطيب سليم        | 12 سبتمبر 1980              | [ 1 ] |
|               | علي تقية          | 3 ديسمبر 1980               | [ 2 ] |
|               | نجيب البوزيري     | 17 فبراير 1984              | [ 3 ] |
|               | عبد المجيد القروي | 20 سبتمبر 1985              | [ 4 ] |
|               | أحمد غزال         | ديسمبر 1987 حتى ديسمبر 1991 |       |
|               | غازي جمعة         | 24 أغسطس 2009               | [ 5 ] |
|               | عثمان الجرندي     | 5 سبتمبر 2011               | [ 6 ] |
|               | خالد الخياري      | 15 مايو 2013                | [ 7 ] |

## مقالات ذات صلة
- قائمة الممثلين الدائمين لتونس لدى مكتب الأمم المتحدة في جنيف
- قائمة السفراء المندوبين الدائمين لتونس لدى اليونسكو